# Zbiornik Sudety
Zbiornik Sudety je umělé jezero, nacházející se v západní části obce Bielawa na severním podhůří Sovích hor, v Dolnoslezském vojvodství v Polsku.
Jezero má celkovou plochu o rozměrech 0,23 km² a celkový objem vody, které dokáže pojmout je 1,46 milionů m³. Vybudováno bylo v letech 1969–1973; obklopuje jej sypaná zemní hráz zpevněná železobetonovými panely na vnitřní straně. Hráz je dlouhá 1211 m o max. výšce 15 m. Napájeno je říčkou Brzęczek. Dlouhodobě jezero sloužilo pro rekreaci místního obyvatelstva. Na jihozápadní straně k němu přiléhá nevelký sportovní areál.
Na začátku 21. století bylo jezero spolu s celým areálem[zdroj?] zprivatizováno. Nový soukromý vlastník se však dostal do sporů s radnicí města Bielawa ohledně nákladů na údržbu celého zařízení a proto v průběhu roku 2013 bylo jezero vypuštěno. V roce 2014 město Bielawa získalo zpět do vlastnictví. Jezero bylo opět napuštěno a stalo se rekreační oblastí.